# Đường tỉnh 257
Đường tỉnh 257 hay tỉnh lộ 257, viết tắt ĐT257 hay TL257, là đường tỉnh ở huyện Chợ Đồn và thành phố Bắc Kạn, tỉnh Bắc Kạn, Việt Nam.
Đường tỉnh 257 bắt đầu từ phần phía đông phường Sông Cầu, thành phố Bắc Kạn 22°8′54″B 105°49′55″Đ / 22,14833°B 105,83194°Đ. Điểm đầu của ĐT257 nối vào tuyến phường Sông Cầu, Quốc lộ 3 cũ, hiện là phố Võ Nguyên Giáp.
Đường đi hướng tây theo thung lũng sông Cầu. Đến xã Rã Bản đường đổi hướng tây nam, đến thị trấn Bằng Lũng, huyện Chợ Đồn, nối vào Đường tỉnh 254.